# Mehrfachakkreditierung
Mehrfachakkreditierung (auch Nebenakkreditierung, Zusatzakkreditierung, Doppelakkreditierung, Zweitakkreditierung) ist ein Begriff der Diplomatie. Er bedeutet, dass ein Botschafter oder ein anderes Mitglied der diplomatischen Vertretung gleichzeitig in mehreren Staaten akkreditiert ist.

## Begriff
Aus Kostengründen unterhalten nicht alle Staaten in jedem anderen Land Botschaften. Das Wiener Übereinkommen über diplomatische Beziehungen (WÜD) von 1961 eröffnet daher die Möglichkeit einer Mehrfachakkreditierung. Ein Botschafter oder ein anderes Mitglied des diplomatischen Personals einer Vertretung kann durch das Instrument der Mehrfachakkreditierung gleichzeitig in mehreren Ländern akkreditiert sein. Bereits seit dem 18. Jahrhundert war eine Mehrfachakkreditierung nach Völkergewohnheitsrecht möglich.

## Rechtsgrundlage
In Artikel 5 des Wiener Abkommens über diplomatische Beziehungen heißt es
(1) Der Entsendestaat kann nach einer Notifikation an die beteiligten Empfangsstaaten die Beglaubigung eines Missionschefs oder gegebenenfalls die Bestellung eines Mitglieds des diplomatischen Personals für mehrere Staaten vornehmen, es sei denn, dass einer der Empfangsstaaten ausdrücklich Einspruch erhebt.
(2) Beglaubigt der Entsendestaat einen Missionschef bei einem oder mehreren weiteren Staaten, so kann er in jedem Staat, in dem der Missionschef nicht seinen ständigen Sitz hat, eine diplomatische Mission unter der Leitung eines Geschäftsträgers ad interim errichten.

## Zulässigkeit
Eine Mehrfachakkreditierung ist nur zulässig, wenn der Entsendestaat sie notifiziert und keiner der beteiligten Staaten ausdrücklich widerspricht. So verweigert der Heilige Stuhl etwa die Doppelakkreditierung von Botschaftern, die in Italien akkreditiert sind. Das Verfahren der Nebenakkreditierung ist dasselbe wie bei einer Akkreditierung im Gastland, in dem der Botschafter seinen Sitz hat. Eine Mehrfachakkreditierung setzt daher voraus, dass der Botschafter sein Beglaubigungsschreiben dem Staatsoberhaupt des Empfangsstaates überreicht, in dem er nebenakkreditiert ist. Erst dann ist er auch formal in diesem Land akkreditiert.

## Doppelakkreditierung und Mehrfachakkreditierung i.e.S.
Ist ein Botschafter in zwei Staaten akkreditiert spricht man von einer Doppelakkreditierung. So ist etwa der deutsche Botschafter in der Schweiz gleichzeitig für Liechtenstein akkreditiert. Ist ein Botschafter in mehr als zwei Staaten akkreditiert spricht man von einer Mehrfachakkreditierung (im engeren Sinne). So ist etwa der deutsche Botschafter in Trinidad und Tobago gleichzeitig in den karibischen Kleinstaaten Antigua und Barbuda, Barbados, Dominica, Grenada, Guyana, St. Kitts und Nevis, St. Lucia, St. Vincent und die Grenadinen sowie Suriname akkreditiert.

## Diplomatische Praxis
Die Mehrfachakkreditierung kommt in der Praxis häufig vor. Von ihr machen vor allem kleinere Staaten Gebrauch, die über keinen großen diplomatischen Dienst verfügen. Sie unterhalten nur diplomatische Vertretungen in den wichtigsten Ländern der Erde, in Nachbarstaaten oder bei großen Handelspartnern. Ansonsten bedienen sie sich des Instruments der Mehrfachakkreditierung. So ist etwa der Botschafter von Suriname in Den Haag gleichzeitig in Deutschland nebenakkreditiert. Botschafter größerer Staaten sind häufig auch in Kleinstaaten mehrfachakkreditiert. Beispiele sind der deutsche Botschafter in Spanien für Andorra, der deutsche Botschafter in Frankreich für Monaco oder der deutsche Botschafter in Italien für San Marino.

## Sammelvertretung
Zu unterscheiden ist die Mehrfachakkreditierung von der Sammelvertretung. Bei der Sammelvertretung akkreditieren zwei oder mehr Staaten dieselbe Person als Botschafter in einem Empfangsstaat. Diese Möglichkeit erlaubt Artikel 6 des Wiener Übereinkommens über diplomatische Beziehungen. Sie ist vor allem für Kleinstaaten attraktiv. Eine Sammelakkreditierung setzt voraus, dass die Entsendestaaten in einer besonderen Beziehung zueinander stehen. So vertreten etwa die Botschafter der Schweiz gleichzeitig das Fürstentum Liechtenstein in den meisten Staaten der Welt.